# Ken Wyatt
Pour les articles homonymes, voir Wyatt.
Kenneth Wyatt, dit Ken Wyatt, né le 4 août 1952 à Bunbury (Australie-Occidentale), est un homme politique australien, membre du Parti libéral.
En 2010, il devient le premier Aborigène élu à la Chambre des représentants du Parlement fédéral australien, où il représente la circonscription de Hasluck en Australie-Occidentale. Il est un membre du Parti libéral.
En septembre 2015, le nouveau Premier ministre Malcolm Turnbull le nomme ministre assistant à la Santé. Wyatt devient alors le premier Aborigène membre de l'exécutif fédéral.
Après les élections fédérales de 2019, Ken Wyatt est nommé ministre des Affaires indigènes. Il est ainsi le premier indigène à occuper cette fonction.